# Berner Zibelemärit

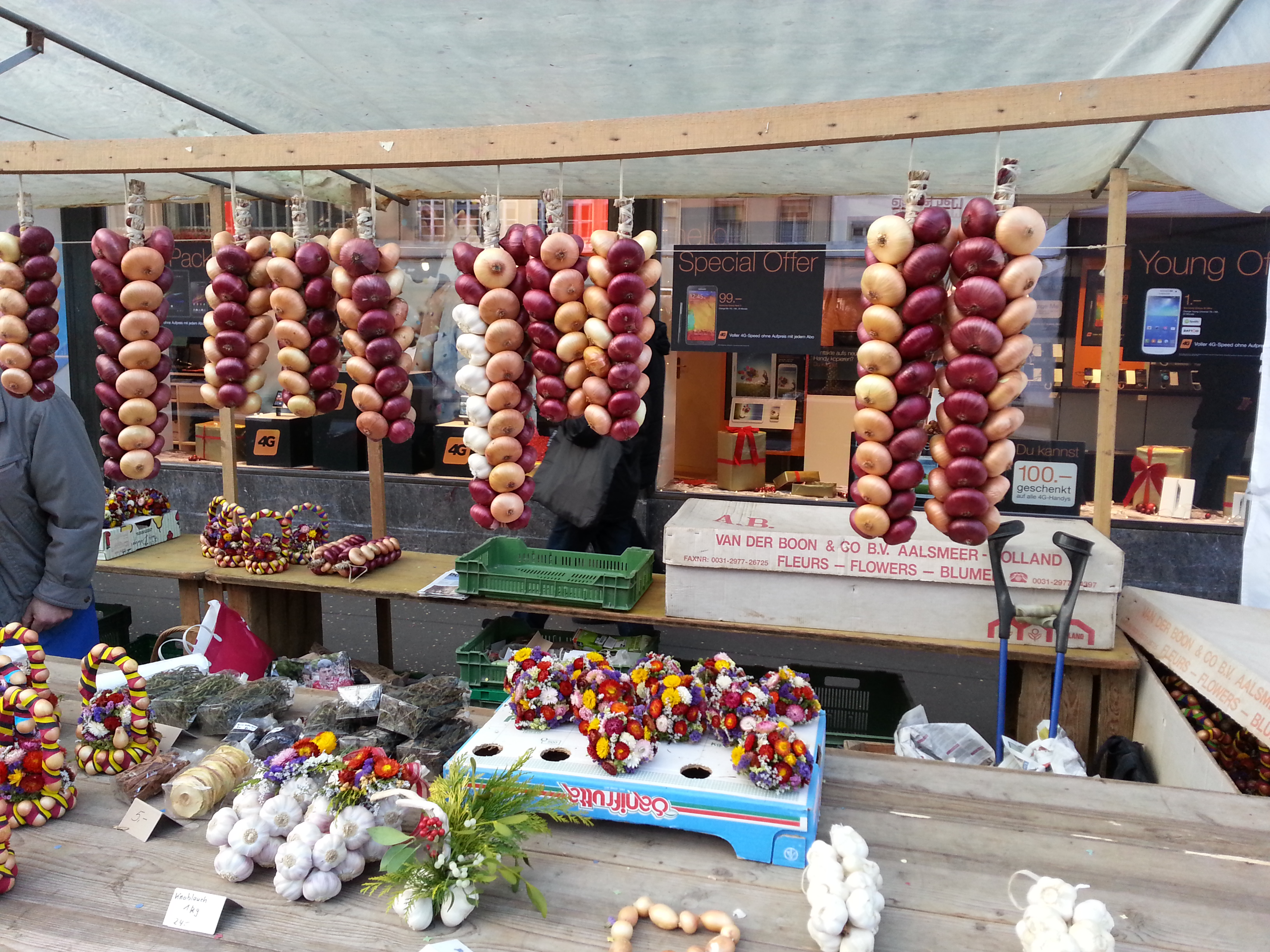
Typischer Verkaufsstand des Zibelemärits in Bern

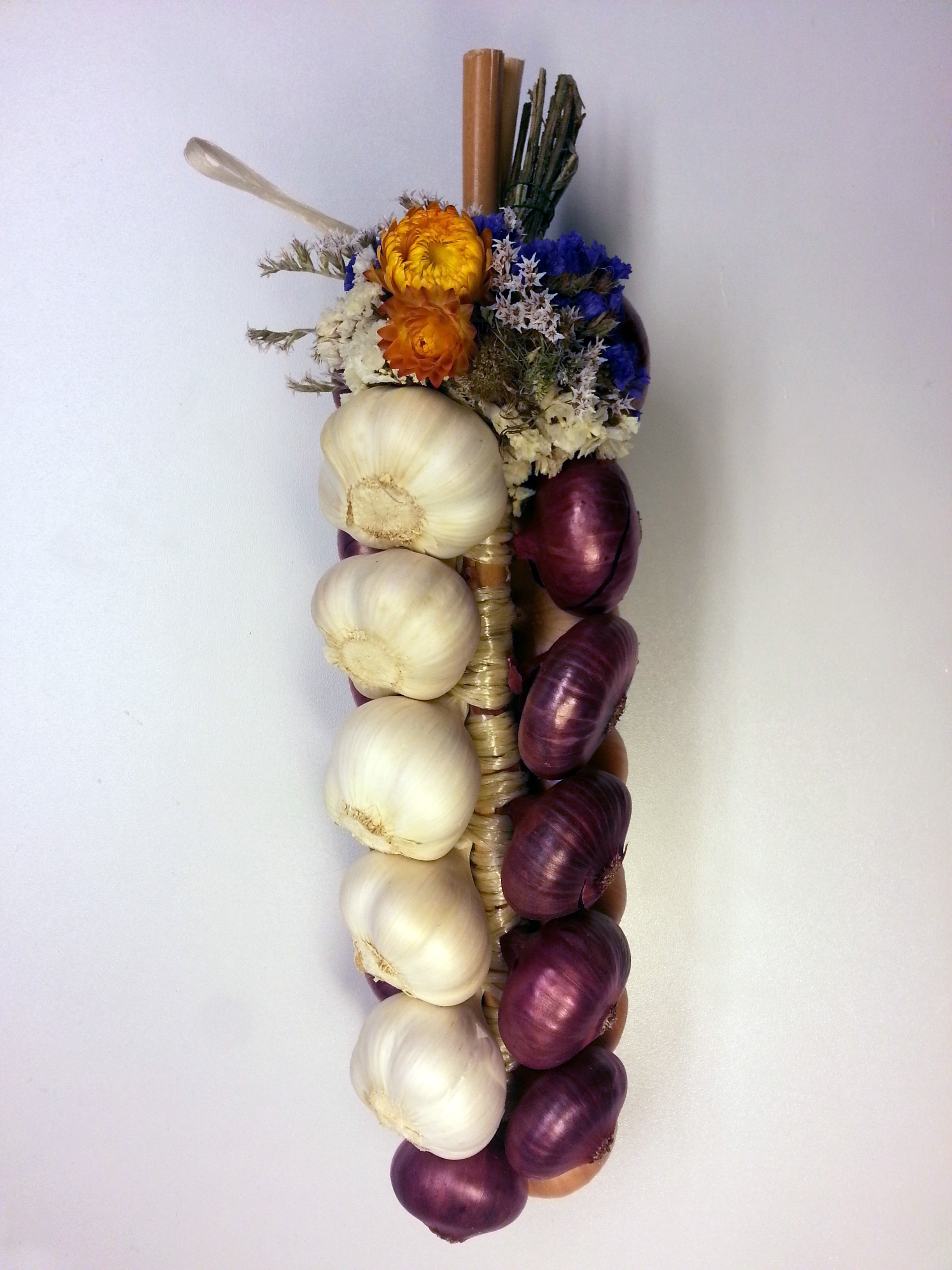
Zopf aus Zwiebel- und Knoblauchknollen

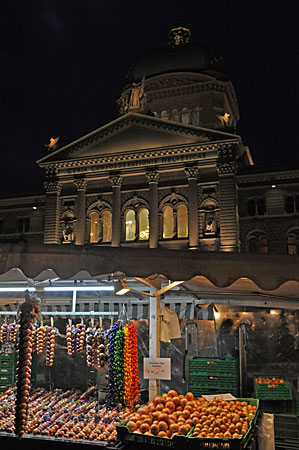
Zibelemärit Bern am Abend

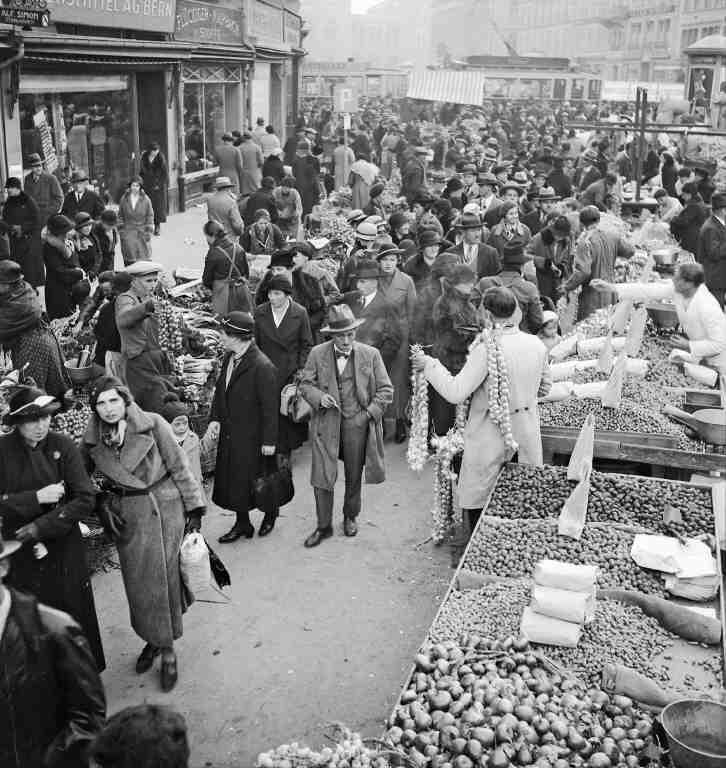
Waisenhausplatz 1932

Der Berner Zibelemärit (Zibelemärit; berndeutsch für standarddeutsch «Zwiebelmarkt») ist ein Jahrmarkt mit Volksfestcharakter in Bern. Er findet jeweils am vierten Montag im November statt. Er erstreckt sich über die Haupt- und Nebengassen der oberen Altstadt sowie über die Münstergasse, den Waisenhaus-, Münster- und Bundesplatz.
Diese Tradition ist auch auf der «Liste der lebendigen Traditionen in der Schweiz» vertreten. In jüngerer Zeit haben sich Nachahmungen auch ausserhalb Berns etabliert.

## Geschichte

### Entstehungstheorien
Die historischen Hintergründe des Zibelemärits sind nicht offiziell verbürgt; es existieren verschiedene Theorien dazu. Nach neueren Forschungen des Berner Volkskundlers Rudolf J. Ramseyer ist der Markt Mitte des 19. Jahrhunderts entstanden. Seit damals kamen Bäuerinnen aus dem Seeland und dem Kanton Freiburg um den Martinstag (11. November) mit Gemüse nach Bern; die Martinimesse dauerte damals noch zwei Wochen.
Zwei andere Theorien setzen die Anfänge des Zibelemärits im 15. Jahrhundert an. Die eine führt den Markt auf den Stadtbrand von 1405 zurück; der Markt sei ein Dank an die Freiburger, welche nach der grossen Feuersbrunst grosse nachbarschaftliche Hilfe geleistet hätten. Die andere geht davon aus, dass die Freiburger das Marktrecht aufgrund der Waffenhilfe von 1474 bis 1477 bei den Burgunderkriegen erlangt hätten. Beide sind weder nachzuweisen noch sachlich nachvollziehbar.

### Martinimesse
Seit dem Spätmittelalter feiern die Berner, wie die übrigen Bewohner des süddeutschen Raums, jeweils den Martinstag oder «Martini» als Übergang zwischen dem Sommer- und dem Winterhalbjahr. Gefeiert wurde mit festlichen Mahlzeiten und Umzügen, an denen sich vor allem die Jugend beteiligte. Ein Markt begleitete das Fest. Er bot alles für den Winterbedarf. Im Laufe der Zeit dehnte er sich aus und wurde 1439 von der Obrigkeit zum zollfreien Jahrmarkt erhoben.
Der eigentliche Zibelemärit beginnt jedoch erst im 19. Jahrhundert, als Bauern vom Mont Vully Gemüse – vor allem aber Zwiebeln – auf die Märkte in Neuenburg, Murten und Freiburg brachten. (Das Gebiet des Mont Vully – zu Deutsch das «Wistenlach» – ist ein fruchtbares Gebiet mit vielen Quellen zwischen dem Murten- und Neuenburgersee. An den Hängen wuchsen Reben. Der weisse und der helle rote «Vully» hatten einen guten Ruf. Aber das Risiko beim Weinbau war gross. Deshalb betrieb der «Vullierain» daneben viel Gemüsebau.) In der Zeit um 1850 erschienen die Frauen der Bauern auch in Bern an der Martinimesse. Bald waren die «Wistenlacher Wybli» wegen ihrer lebhaften, fröhlichen und höflichen Art gerne gesehen in Bern. Immer mehr rückten die schön geflochtenen Zwiebelzöpfe in den Vordergrund ihres Angebots. Schnell blühte der neue Zwiebelmarkt auf.

### Nachahmungen
Seit der zweiten Hälfte des 20. Jahrhunderts werden nach dem Vorbild des Berner Zibelemärit auch in anderen Ortschaften der Region Zibelemärite abgehalten. Ausserkantonale wie diejenigen in Zürich und Lugano werden oder wurden von den örtlichen Berner-Vereinen organisiert.

## Gegenwart
Auch heute noch dreht sich am Zibelemärit noch einiges um die Zwiebel in ihren verschiedensten Formen: Zwiebelzöpfe, Zwiebelkuchen und -pizza, Zwiebelsuppe, Basteleien und Ziergegenstände aus Zwiebeln und vieles mehr.
Der Zibelemärit findet immer am vierten Montag im November statt. Er beginnt um 4 Uhr («offiziell» um 6 Uhr) und endet nach 18 Uhr. Zwar ist der Zibelemärit kein offizieller Feiertag, jedoch schliessen fast alle Geschäfte in der Berner Altstadt an diesem Tag bereits um 17 Uhr.
Weiteres Brauchtum sind
- das Festessen mit Käsekuchen, dazu kam natürlich der Zwiebelkuchen
- die wilde «Konfettischlacht» (Beginn um 16 Uhr)

Die zweiwöchige Chilbi auf der Schützenmatte (beim Kulturzentrum Reithalle) fand in den letzten Jahren nur noch unregelmässig statt. 2020 wurde der Zibelemärit auf Grund der Corona-Pandemie abgesagt. 2021 fand er mit speziellen Corona-Schutzmassnahmen wieder statt. Die Anzahl der Marktstände und der Absatz an Zwiebeln ist seit Jahren rückläufig.

## Trivia

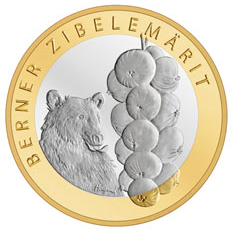
Gedenkmünze 2011

Der Schriftzug «Berner Zibelemärit» ziert zusammen mit Bär und Zwiebelzopf die 10-Fr.-Gedenkmünze 2011.